# Iñigo Lizarralde
Iñigo Lizarralde Lazkano, (Bilbao, Vizcaya; 6 de agosto de 1966) conocido como Lizarralde, es un exfutbolista español, que jugaba en la posición de lateral o interior.
Fue internacional en las categorías inferiores de la selección española; sub-21 (10 veces), sub-20 (5 veces) y sub-19 (1 vez).

## Trayectoria
Surgido en la cantera de Lezama, Lizarralde debutó con el primer equipo del Athletic Club el 9 de septiembre de 1984. Esa jornada estuvo marcada por una huelga de futbolistas profesionales, donde los clubes se vieron obligados a utilizar a juveniles o futbolistas del filial.
Durante las dos campañas siguientes seguiría vinculado al filial rojiblanco, el Bilbao Athletic, que militaba en Segunda División, para acabar dando el salto definitivo en la temporada 1987-1988, en la cual fue participante habitual, llegando a la cifra de 27 encuentros de liga disputados. Lizarralde permaneció dos campañas más en el Athletic Club, hasta que en verano de 1990 fichó por el Real Zaragoza a cambio de 25 millones de pesetas.
En el equipo maño permanecería cinco temporadas, aunque sólo en la primera llegó a ser titular habitual. Durante las restantes alternó titularidades y suplencias y en el último de sus ejercicios, el 1994-1995, recordado por el glorioso éxito europeo del club, con la conquista de la Recopa de Europa, apenas tuvo una presencia testimonial.
Para la temporada 1995-1996 recaló en la UE Lleida, en Segunda División, permaneciendo allí también en la siguiente campaña. Con el equipo catalán disputó 51 partidos. Su última temporada fue en el Amurrio Club, de Segunda División B, a donde llegó en el mes de enero.

### Tras su retirada
En verano de 2011 se incorporó al equipo técnico del Athletic Club de la mano de Amorrortu. En la campaña 2017-18 se unió al equipo técnico de Gaizka Garitano en el Bilbao Athletic.

## Palmarés
- Copa del Rey (1994).
- Recopa de Europa (1995).

## Clubes
| Club            | País   | Año       |
| --------------- | ------ | --------- |
| Bilbao Athletic | España | 1984-1987 |
| Athletic Club   | España | 1987-1990 |
| Real Zaragoza   | España | 1990-1995 |
| UE Lleida       | España | 1996-1997 |
| Amurrio Club    | España | 1997-1998 |